# 貝爾茲頓 (密蘇里州)
貝爾茲頓（英語：Bairdstown）是位於美國密蘇里州沙利文縣的非建制地區。

## 歷史
貝爾茲頓的郵局於1858年設立，其後於1903年停運。

## 地理
貝爾茲頓所處的海拔為高於海平面310米（即1017英呎），而該地所採用的時區為UTC-6，即北美中部時區（CST）。同時該地設有夏令時間，為UTC-6調快一小時，即UTC-5（CDT）。